# The Sociological Review
The Sociological Review est une revue universitaire trimestrielle évaluée par les pairs couvrant tous les aspects de la sociologie, y compris l'anthropologie, la criminologie, la philosophie, l'éducation, le genre, la médecine, et l'organisation. La revue est publiée par SAGE Publications; avant 2017, elle a été publiée par Wiley-Blackwell.
Elle est l'une des trois principales revues de sociologie en Grande-Bretagne, avec le British Journal of Sociology et Sociology, et la plus ancienne revue de sociologie britannique.